# Royal Rumble (2008)
Royal Rumble 2008 fue la vigesimoprimera edición del Royal Rumble, un evento pago por visión de lucha libre profesional de la World Wrestling Entertainment. Tuvo lugar el 27 de enero de 2008 desde el Madison Square Garden en Nueva York, Nueva York. El tema oficial fue "Stand Up For Rock 'N' Roll" de Airbourne.
A diferencia de años anteriores, el ganador del Royal Rumble Match, John Cena, obtuvo un combate en No Way Out por el Campeonato de la WWE. Esta excepción fue debido a que Cena eligió adelantar su lucha por el campeonato.
Además, Royal Rumble 2008 fue el primer PPV de la WWE que se emitió en HD (Alta Definición).

## Argumento
Durante una Edición de RAW Ric Flair anunció que nunca se retiraría, desde ese día Mr. Mcmahon le estuvo dando combates difíciles, y estipulo que si perdía uno se iba tener que retirar de la lucha libre profesional.
A finales de septiembre, la WWE comenzó a emitir videos titulados como "Save_Us.222", los cuales contenían mensajes binarios del cual se podían extraer frases que indicaban un posible regreso de Jericho a la compañía. En la edición del 12 de noviembre de RAW se transmitió un último video en el cual se anunció que el "código" sería revelado la próxima semana en el mismo programa. Finalmente, el 19 de noviembre en RAW, Chris Jericho hizo su regreso a la WWE, interrumpiendo al Campeón de la WWE Randy Orton durante un segmento de celebración de su victoria en Survivor Series.se enfrentó por el Campeonato de la WWE frente a Orton. Chris Jericho ganó el combate por descalificación cuando JBL interfirió en el combate golpeando duramente a Jericho. Como consecuencia, Orton retuvo el campeonato. entonces Jericho reto a JBL a una lucha en Royal Rumble la cual aceptó.
En Armageddon Jeff Hardy derrotó a Triple H, convirtiéndose en el retador N.º 1 por el Campeonato de la WWE en Royal Rumble. El 17 de diciembre de 2007 en RAW hizo equipo con Shawn Michaels para enfrentar a Randy Orton y Mr. Keneddy lucha que ganaron los primeros, cuando Jeff cubrió a Orton luego de un "Swanton Bomb" comenzando un feudo entre ellos.
A finales de 2007 la viuda de Eddie Guerrero empezó una relación amorosa con Edge (Kayfabe). El 7 de enero de 2008, en una edición de Smackdown, Rey Mysterio obtuvo una oportunidad por el Campeonato Mundial Peso Pesado de Edge, gracias a la ayuda de Batista y una distracción de The Undertaker hacia Edge,  en la siguiente edición de Smackdown Guerrero fue a felicitar al amigo de su esposo Rey Mysterio, pero él le advirtió que Edge solo la estaba usando, para conseguir campeonatos causando el enojo de Edge y causando un feudo entre ellos.
Royal Rumble contiene la Royal Rumble Match, la lucha que da nombre al evento. En ella, 2 luchadores comienzan luchando en el ring y a intervalos de tiempo de 90 segundos cada uno se irán añadiendo otros 28 luchadores más. Los luchadores que pasen por encima de la tercera cuerda y toquen el suelo con ambos pies serán eliminados hasta que solo quede uno en el ring, quien será el ganador y obtendrá una lucha por un Campeonato Mundial (Campeonato de la WWE o Campeonato Mundial Peso Pesado de la WWE) en el evento principal de WrestleMania XXIV. Clasificando así Umaga derrotando a Jim Duggan (29 de diciembre de 2007, RAW), Snitsky derrotando a Drew McIntyre (4 de enero de 2008, House show de RAW), Hardcore Holly derrotando a Trevor Murdoch (5 de enero de 2008, House show de RAW), John Morrison & The Miz derrotando a Jimmy Wang Yang & Shannon Moore reteniendo el Campeonato en Parejas de la WWE y ganando la oportunidad de participar en el Royal Rumble de Yang y Moore (6 de enero de 2008, House show de SmackDown!/ECW), Mick Foley & Hornswoggle derrotaron a The Highlanders (7 de enero de 2008, RAW), Jamie Noble derrotando a Chuck Palumbo (11 de enero de 2008, SmackDown!), Cody Rhodes derrotando a William Regal (11 de enero de 2008, House Show de RAW), Mr.Kennedy derrotando a Super Crazy (5 de enero de 2008, House show de RAW), Santino Marella & Carlito derrotando a DH Smith & Super Crazy (12 de enero de 2008, House Show de RAW), Shelton Benjamin derrotando a Tommy Dreamer (12 de enero de 2008, House Show de SmackDown!/ECW), Shawn Michaels derrotando a Trevor Murdoch (14 de enero de 2008, RAW), Triple H derrotando a Snitsky, Mark Henry & William Regal (21 de enero de 2008, RAW), CM Punk derrotandó a Chavo Guerrero (26 de enero de 2008, SmackDown!/ECW show.

## Resultados
- Dark match: Jimmy Wang Yang & Shannon Moore derrotaron a Deuce 'N Domino (6:10)
  - Yang cubrió a Domino.
- Ric Flair derrotó al Campeón  de los Estados Unidos Montel Vontavious Porter en un Career Threatening Match (7:49)
  - Flair forzó a MVP a rendirse con la "Figure Four Leglock".
  - Si Flair perdía, debería retirarse de la lucha libre profesional.
  - El Campeonato de los Estados Unidos de MVP no estaba en juego.
- John "Bradshaw" Layfield derrotó a Chris Jericho por descalificación (9:24)
  - Jericho fue descalificado tras golpear a Layfield con una silla.
  - Después de la lucha, Jericho siguió atacando a Layfield e intento ahorcarlo con una soga hasta que fue detenido por los árbitros.
- Edge (con Vickie Guerrero) derrotó a Rey Mysterio y retuvo el Campeonato Mundial Peso Pesado (12:34)
  - Edge cubrió a Mysterio después de invertir un "Springboard Senton" en una "Spear" al aire.
  - Durante la lucha, Vickie Guerrero, Curt Hawkins y Zack Ryder interfirieron a favor de Edge, pero estos dos últimos fueron expulsados por el árbitro.
  - Durante la lucha, Mysterio le aplicó un "619" accidentalmente a Vickie en la nuca cuando está protegió a Edge de dicho ataque.
- Randy Orton derrotó al Campeón Intercontinental Jeff Hardy y retuvo el Campeonato de la WWE (14:06)
  - Orton cubrió a Hardy después revertir un "Twist of Fate" en un "RKO".
  - El Campeonato Intercontinental de Hardy no estaba en juego.
- John Cena ganó el Royal Rumble 2008. (51:33)
  - Cena eliminó finalmente a Triple H, ganando la lucha.
  - Este fue el regreso de Cena luego de una lesión pectoral mayor.

## Royal Rumble: entradas y eliminaciones

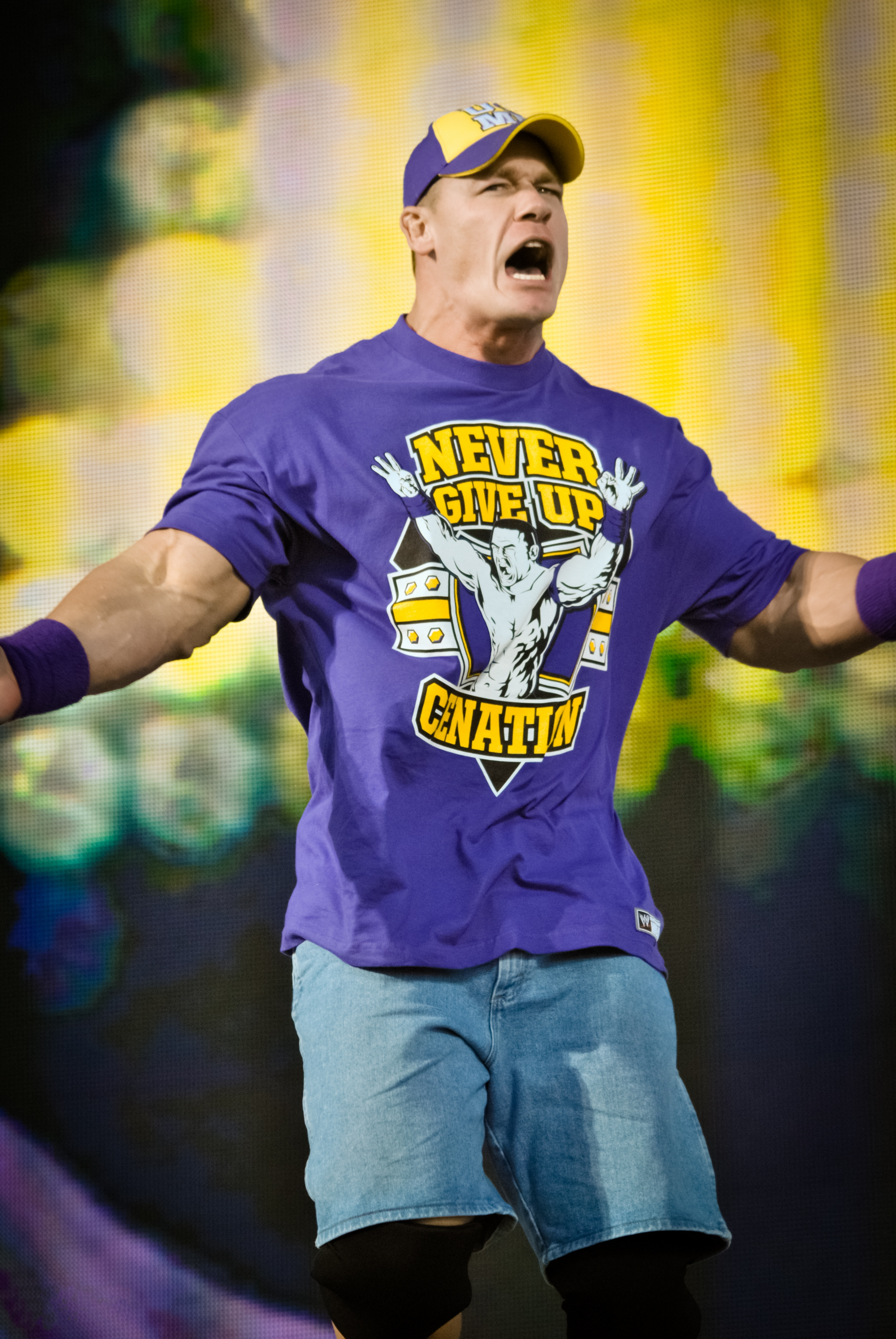
John Cena, ganador del Royal Rumble 2008.

Rojo ██ indica las superestrellas de RAW, azul ██ indica las superestrellas de Smackdown!, y gris ██ indica las superestrellas de ECW. El blanco      indica la superestrella perteneciente al WWE Alumni.
| Entradas | Entradas         | Eliminado por | Eliminado por      | Tiempo |
| -------- | ---------------- | ------------- | ------------------ | ------ |
| 1        | The Undertaker   | 11            | Michaels           | 32:33  |
| 2        | Shawn Michaels   | 12            | Mr. Kennedy        | 32:39  |
| 3        | Santino Marella  | 1             | The Undertaker     | 00:25  |
| 4        | The Great Khali  | 2             | The Undertaker     | 01:09  |
| 5        | Hardcore Holly   | 6             | Umaga              | 13:46  |
| 6        | John Morrison    | 14            | Kane               | 29:23  |
| 7        | Tommy Dreamer    | 3             | Batista            | 02:09  |
| 8        | Batista          | 28            | Triple H           | 37:40  |
| 9        | Hornswoggle      | 16            | Se retiró          | 26:17  |
| 10       | Chuck Palumbo    | 5             | Punk               | 04:00  |
| 11       | Jamie Noble      | 4             | Palumbo            | 00:28  |
| 12       | CM Punk          | 17            | Guerrero           | 22:54  |
| 13       | Cody Rhodes      | 18            | Triple H           | 23:14  |
| 14       | Umaga            | 26            | Batista            | 26:05  |
| 15       | Snitsky          | 10            | The Undertaker     | 12:26  |
| 16       | The Miz          | 13            | Hornswoggle        | 13:07  |
| 17       | Shelton Benjamin | 7             | Michaels           | 00:18  |
| 18       | Jimmy Snuka      | 9             | Kane               | 02:43  |
| 19       | Roddy Piper      | 8             | Kane               | 01:00  |
| 20       | Kane             | 27            | Batista & Triple H | 17:58  |
| 21       | Carlito          | 22            | Cena               | 15:07  |
| 22       | Mick Foley       | 20            | Triple H           | 11:29  |
| 23       | Mr. Kennedy      | 25            | Batista            | 13:32  |
| 24       | Big Daddy V      | 19            | Triple H           | 07:49  |
| 25       | Mark Henry       | 24            | Cena               | 09:12  |
| 26       | Chavo Guerrero   | 23            | Cena               | 07:33  |
| 27       | Finlay           | 15            | DQ                 | 00:00  |
| 28       | Elijah Burke     | 21            | Triple H           | 02:11  |
| 29       | Triple H         | 29            | Cena               | 11:22  |
| 30       | John Cena        | -             | Ganador            | 08:28  |

1. ↑  Finlay fue descalificado por salir antes de tiempo al ayudar a Hornswoggle.

## Luchas clasificatorias para el Royal Rumble Match
- Umaga derrotó a Jim Duggan (29 de diciembre de 2007, RAW).
- Snitsky derrotó a Drew McIntyre (4 de enero de 2008, House show de RAW).
- Hardcore Holly derrotó a Trevor Murdoch (5 de enero de 2008, House show de RAW).
- John Morrison & The Miz derrotaron a Jimmy Wang Yang & Shannon Moore reteniendo el Campeonato en Parejas de la WWE y ganando la oportunidad de participar en el Royal Rumble de Yang y Moore (6 de enero de 2008, House show de SmackDown!/ECW).
- Mick Foley & Hornswoggle derrotaron a The Highlanders (7 de enero de 2008, RAW).
- Jamie Noble derrotó a Chuck Palumbo (11 de enero de 2008, SmackDown!).
- Cody Rhodes derrotó a William Regal (11 de enero de 2008, House Show de RAW).
- Mr.Kennedy derrotó a Super Crazy (5 de enero de 2008, House show de RAW).
- Santino Marella & Carlito derrotaron a DH Smith & Super Crazy (12 de enero de 2008, House Show de RAW).
- Shelton Benjamin derrotó a Tommy Dreamer (12 de enero de 2008, House Show de SmackDown!/ECW).
- Shawn Michaels derrotó a Trevor Murdoch (14 de enero de 2008, RAW).
- Triple H derrotó a Snitsky, Mark Henry & William Regal (21 de enero de 2008, RAW).
- CM Punk derrotó a Chavo Guerrero (26 de enero de 2008, SmackDown!/ECW show)

## Otros roles
Comentaristas
- Michael Cole-SmackDown
- Jonathan Coachman-SmackDown
- Jerry "The King" Lawler-RAW
- Jim Ross-RAW
- Tazz-ECW
- Joey Styles-ECW

Comentaristas en español
- Carlos Cabrera
- Hugo Savinovich

Anunciadores
- Justin Roberts-SmackDown
- Lillian García-RAW
- Tony Chimel-ECW
- Michael Buffer-Royal Rumble Match

Árbitros de RAW
- Mike Chioda
- Chad Patton
- Marty Elias

Árbitros de SmackDown
- Jim Korderas
- Charles Robinson
- Mickie Henson